# Kanton Barr
Kanton Barr (fr. Canton de Barr) byl francouzský kanton v departementu Bas-Rhin v regionu Alsasko. Tvořilo ho 16 obcí. Zrušen byl po reformě kantonů 2014.

## Obce kantonu
- Andlau
- Barr
- Bernardvillé
- Blienschwiller
- Dambach-la-Ville
- Eichhoffen
- Epfig
- Gertwiller
- Heiligenstein
- Le Hohwald
- Itterswiller
- Mittelbergheim
- Nothalten
- Reichsfeld
- Saint-Pierre
- Stotzheim